# Milan Šimák
Milan Šimák (ur. 22 listopada 1953 w Lažištach) – czeski kierowca kartingowy, przedsiębiorca.

## Biografia
W wieku 14 lat wspólnie z bratem zbudował pierwszego gokarta. W 1969 roku rozpoczął pracę w ČSAD Prachatice, gdzie funkcjonował klub kartingowy. W 1970 roku rozpoczął starty w zawodach kartingowych. Ośmiokrotnie zdobywał mistrzostwo Czechosłowacji, a w latach 1977–1978 wygrał Puchar Pokoju i Przyjaźni. W 1980 roku został mistrzem Europy, stając się tym samym pierwszym kierowcą z bloku wschodniego, który zdobył mistrzostwo kontynentu. W 1988 roku zajął czwarte miejsce w mistrzostwach Europy w klasie Intercontinental, a rok później był piąty. Uczestniczył również w mistrzostwach świata. Karierę zawodniczą zakończył w 1991 roku. W 1992 roku założył firmę MS Kart, produkującą gokarty, której kierowcami byli m.in. Peter Elkmann i Adam Kout.
Za zasługi dla kartingu w 2000 roku został odznaczony przez Autoklub ČR nagrodą „osobowości stulecia w kartingu”. W 2005 roku otrzymał Nagrodę Zdenka Vojtěcha i dołączył do galerii sław czeskiego sportu motorowego.